# Panthera pardus jarvisi
Il leopardo del Sinai (Panthera pardus nimir Pocock, 1932) è una sottospecie di leopardo. È considerato probabilmente estinto.

## Descrizione

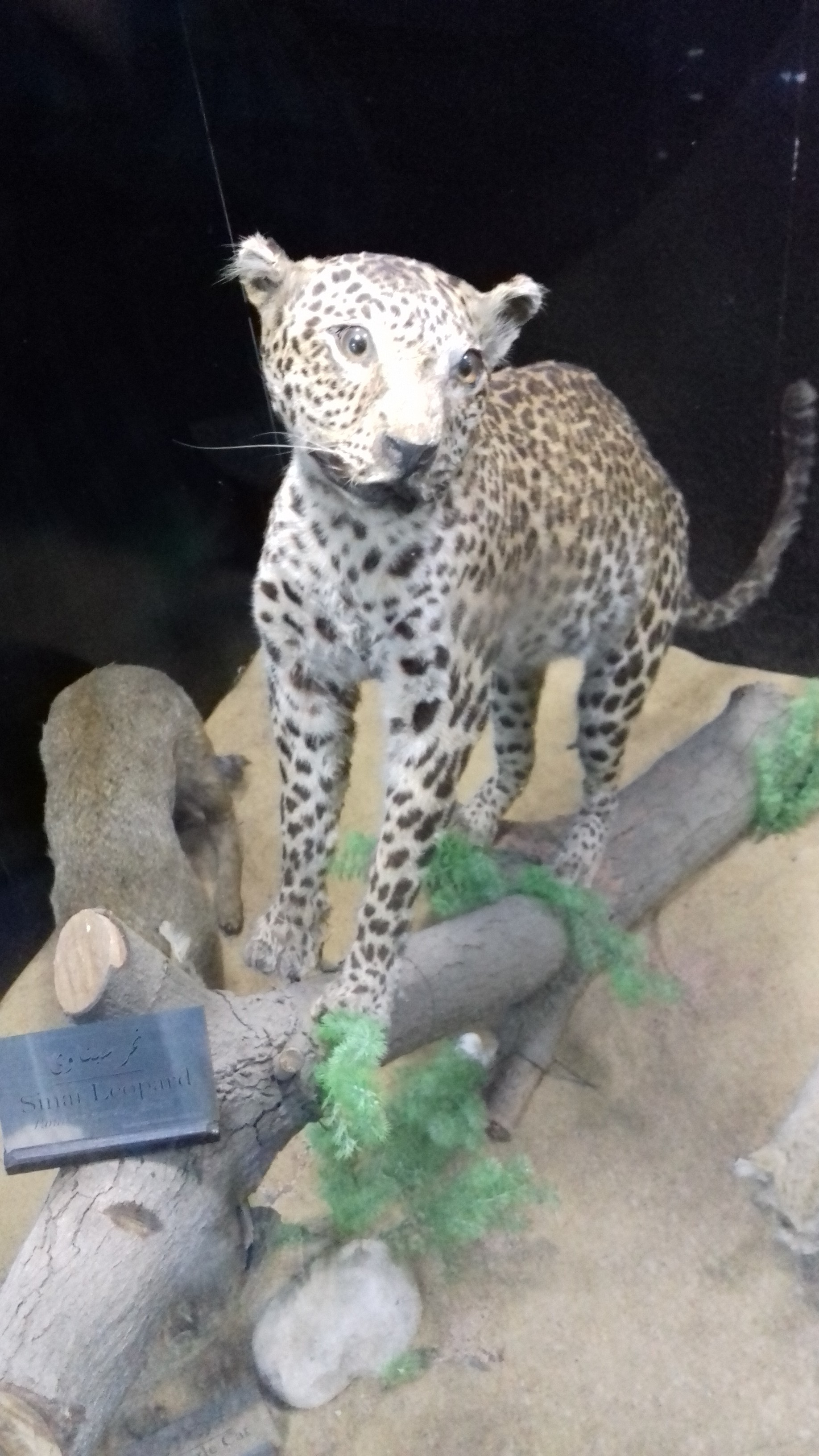

È poco più piccolo del leopardo africano e preferisce cacciare uccelli, topi e iraci delle rocce, ma può nutrirsi anche di stambecchi e di bestiame di piccola taglia, se questo è disponibile. Questa abitudine gli ha inimicato l'uomo, che lo ha perseguitato e, probabilmente, sterminato; tuttavia, non è considerato un pericolo per la nostra specie.
La pelliccia del leopardo del Sinai è bianca con macchie e rosette nere; vive, o viveva, nella penisola del Sinai e sulle montagne circostanti la città di Eilat.
I beduini lo hanno cacciato portandolo probabilmente all'estinzione. Non sappiamo se ne esistano ancora degli esemplari in natura.

## Riproduzione
I leopardi del Sinai si riproducono principalmente all'età di 3 anni. Dopo l'accoppiamento il maschio lascia la femmina, che alleva il cucciolo da sola. La femmina rimane incinta per circa 3 mesi e generalmente ha fino a 3 cuccioli. I piccoli non possono vedere fino ad almeno 10 giorni dopo la nascita. All'età di 3 mesi sono pronti a seguire la madre mentre caccia. Il cucciolo rimarrà con la mamma fino a un anno o un anno e mezzo d'età. Poiché la madre non ha alcun aiuto nell'allevare i cuccioli, il 40-50% dei cuccioli non arriva all'età adulta. La riproduzione è fuori stagione, il che significa che avviene in qualsiasi momento dell'anno.

## Distribuzione ed ecologia
Il leopardo del Sinai vive nella penisola del Sinai. Di solito vive vicino ai monti Eilat, ecco perché a volte è chiamato leopardo del deserto di Eilat. La dieta di un leopardo del Sinai dipende principalmente da dove vive, così come il colore del suo mantello. I leopardi maschi hanno territori generalmente di 3-25 miglia quadrate (8-65 kmq).